# Valter Malmnäs

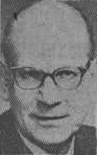
Valter Malmnäs.

Valter Erik August Malmnäs, född 7 maj 1911 i Stora Malms församling, Södermanlands län, död 11 mars 1988 i Katrineholm, var en svensk arkitekt.
Malmnäs, som var son till byggmästaren August Erikson och Kerstin Jönsson, avlade studentexamen 1930 och utexaminerades från Kungliga Tekniska högskolan 1936. Han företog studieresor till Norge 1934 och 1939 samt till Tyskland och Tjeckoslovakien 1936. Han anställdes av byggnadsfirman Erikson & Malmnäs AB 1936 och blev dess chef 1944. Han var även ordförande eller ledamot av styrelserna för Katrineholms Träförädlings AB, Forssjö Nya Trävaru AB, Katrineholms Snickerifabriks AB, Motorcentrum i Katrineholm AB och Oppunda sparbank. 
Malmnäs var ledamot av byggnadsnämnden 1937, folkskolestyrelsen 1939–1945, stadsfullmäktige från 1942–1950, drätselkammaren 1945–1946, Södermanlands läns landsting från 1947, dess förvaltningsutskott från 1950, ordförande i utskottets finansavdelning från 1960 och vice ordförande i landstinget från 1962. Han var även ordförande i Katrineholms Immanuelsförsamling och i Katrineholms byggmästareförening.